# Andrew Watt
Andrew Watt (* 20. Oktober 1990 als Andrew Wotman in New York), auch bekannt als Watt, ist ein US-amerikanischer Musiker, Songwriter und Musikproduzent. Als Songwriter unterschreibt er Wotman, während er als Produzent Watt unterschreibt.

## Karriere
2013 gründete Watt mit den Rockmusikern Glenn Hughes und Jason Bonham die Band California Breed. Zwei Jahre später nahm er die Single Ghost in My Head auf. 2017 folgte die Kollaboration Let Me Go mit der Schauspielerin und Sängerin Hailee Steinfeld, die in den USA und im Vereinigten Königreich Platinstatus erreichte.
2013 wurde Watt erstmals als Produzent und Songwriter für andere Künstler aktiv: Er produzierte Cody Simpsons zweites Studioalbum Surfers Paradise, 2015 wirkte er auf Purpose von Justin Bieber mit.
2017 folgten Kollaborationen mit Rita Ora und Selena Gomez.
Watt hatte weitere Songwriting-Beteiligung an mehreren internationalen Hitsingles. Havana der Künstler Camila Cabello und Young Thug erreichte ab 2017 Platz eins der britischen und US-Billboard-Charts und hielt sich jeweils rund ein Jahr in diesen. Ebenso Platz eins der britischen und US-Billboard-Charts erreichte Señorita von Camila Cabello und Shawn Mendes. Let Me Love You von DJ Snake und Justin Bieber erreichte 2016 Platz vier in den USA und Platz zwei im Vereinigten Königreich.
2020 produzierte Watt Plastic Hearts von Miley Cyrus. Er war unter anderem Co-Autor bei den hieraus ausgekoppelten Singles Midnight Sky, Angels Like You und Prisoner. Zudem nahm er mit Cyrus für das Tribute-Album The Metallica Blacklist ihre Version von Nothing Else Matters auf.
Watt produzierte die 2020 und 2022 veröffentlichten Ozzy-Osbourne-Alben Ordinary Man und Patient Number 9, an denen er mit einigen Songwriting-Credits beteiligt war und mehrere Instrumente spielte. 
2021 wurde Watt mit dem Grammy in der Kategorie Producer of the Year, Non-Classical ausgezeichnet.
2022 produzierte Watt Eddie Vedders drittes Studioalbum Earthling. Er trat zur selben Zeit Vedders gleichnamiger Begleitband bei.
Im selben Jahr war er am Elton-John-Mashup Hold Me Closer beteiligt. Bereits bei Johns Album The Lockdown Sessions war Watt involviert.
2023 produzierte Watt Iggy Pops 19. Studioalbum Every Loser, das im Januar erschien, sowie das im Oktober erschienene 24. Studioalbum Hackney Diamonds der Rolling Stones.

## Diskografie
EPs
- 2015: Ghost in My Head EP (Republic Records)

Singles
- 2017: Burning Man (mit Post Malone)
- 2017: Let Me Go (mit Hailee Steinfeld, Alesso & Florida Georgia Line)
- 2019: The Lay Down (mit DRAM & H.E.R.)
- 2021: Nothing Else Matters (mit Miley Cyrus, Elton John, Yo-Yo Ma, Robert Trujillo & Chad Smith)

## Auszeichnungen und Nominierungen
- 2021: Grammy Award in der Kategorie Produzent des Jahres, nicht-klassische Musik[10]
- 2022: nominiert für Grammy Award in der Kategorie Aufnahme des Jahres für Peaches (Justin Bieber)[11]
- 2022: nominiert für Grammy Award in der Kategorie Album des Jahres für Justice (Triple Chucks Deluxe) (Justin Bieber)[11]
- 2022: nominiert für Grammy Award in der Kategorie Song des Jahres für Peaches (Justin Bieber)[12]
- 2023: nominiert für Grammy Award in der Kategorie Bester Rocksong für Patient Number 9 (Ozzy Osbourne)[13]